# Pegelsteller
Ein Pegelsteller, meistens Fader genannt, ist ein elektrisches, überwiegend passives, Bauteil, um ein Signal variabel zu dämpfen (siehe Dämpfungsglied).
Ausführungen:
- mechanisch
- spannungsgesteuert
- digital gesteuert

In der Audiotechnik wird mit Pegelsteller ein Lautstärkeregler (Fader) gemeint.
In der Hochfrequenztechnik sind die Eingangsimpedanz und die Ausgangsimpedanz des Pegelstellers meistens mit 50 oder 75 Ω definiert und sollten über den gesamten Stellbereich konstant sein. Dazu sind drei Widerstands-Schleifbahnen notwendig, die in Pi- oder T-Schaltung angeordnet sind.

In Antennenanlagen kann mit diesem Bauteil die Signalstärke in einer Installation den örtlichen Gegebenheiten (Leitungsdämpfung, Empfangsstärke) angepasst werden.